# 塩月希依音
塩月 希依音（しおつき けいと、2005年〈平成17年〉12月15日 - ）は、日本のアイドル。女性アイドルグループ・NMB48のメンバーである。大阪府出身。Showtitle所属。

## 略歴
2018年
- 1月21日に行われた「第3回AKB48グループ ドラフト会議」において、NMB48・チームBIIに第3巡目で指名されNMB48に加入する[5]。当時、小学校6年生（12歳）で最終候補者の中では最年少であった。
- 3月30日、NMB48劇場でのチームBII 4th Stage「恋愛禁止条例」公演において、NMB48のメンバーとしてお披露目される[6]。
- 6月6日、チームBⅡ『恋愛禁止条例』公演にてチームBⅡ公演初日を迎える[7]。
- 9月26日、研究生「夢は逃げない」公演初日メンバーに選ばれ出演[8]。
- 10月17日、NMB48初代キャプテン山本彩の卒業シングルである「僕だって泣いちゃうよ」にて初選抜[9]。

2019年
- 1月1日、NMB48新春公演で発表された大組閣により、正規メンバー昇格とチームBII（キャプテン・小嶋花梨（当時））所属が発表される[10]。
- 3月8日、舞台「山犬」（大阪・ABCホール）において、同級生役としてゲスト出演[11]。

2020年
- 9月4日、NMB48の24thシングルに収録されるカップリング曲選抜「難波鉄砲隊其之九」メンバーを決定するファン投票の結果発表は4位。7人のメンバーに選出された[12]。
- 10月18日、難波鉄砲隊其之九「告白の空砲」公演初日に出演[13]。

2021年
- 1月11日、「NAMBATTLE ～戦わなNMBちゃうやろっ!～」にてグループ編成された「きゅんmart」のリーダー（店長）を務めることが発表された[14]。
- 3月9日、大阪府警察「特別防犯支援官」に就任[15][16]。
- 4月4日、「きゅんmart」による新公演「きっと見つかる、KOIしてLOVEしてきゅんmart」初日[17]。

2022年
- 1月1日、「NMB48新春組閣発表会」の新体制により、新たに結成されるチームMに所属することが発表される[18][19]。
- 4月25日、Ikenobo 花の甲子園 2022（2022年11月13日）、大会アンバサダーに兄弟漫才コンビミキと共に就任したことが発表される[20][21][注 1]。
- 9月7日、大阪府住吉警察署「一日署長」を務める[22]。
- 12月13日、特別防犯支援官として大阪府警察「NMB48特別防犯支援官」再委嘱式に出席（会場：大阪府警察本部）[23]。

2023年
- 4月10日、Ikenobo 花の甲子園 2023 - 今咲かせよう、君の花。（2023年11月12日）、大会アンバサダーに兄弟漫才コンビミキと共に就任したことが発表される[24][注 2]。
- 7月14日、NMB48 Summer Fes.2023 〜アッチッチーム祭り〜（Zepp Osaka Bayside）にて新チーム体制が発表され、チームBII（キャプテン・出口結菜）へ異動。
- 8月6日、関西コレクション 2023A/W、Up-Tスペシャルステージにて出演[25]。
- 10月26日 - 10月29日、ツーリズムEXPOジャパン2023大阪・関西、広報アンバサダーに就任[26]。
- 11月30日、大阪府港警察署「一日署長」を務める[27]。
- 12月29日、NMB48年末恒例の24時間配信（2023年度は「24時間こたつみかん」）にてメインMCを務める[28]。配信と同時にYouTubeにてOP映像が公開される[29]。

2024年
- 3月14日、5月3日（祝）4日（祝）5日（祝）に行われる大阪コミコン2024【OSAKA COMIC CON 2024】PR大使に任命されたことがYouTubeで発表される[30]。
- 3月21日、29thシングル（5月22日発売・これが愛なのか？）選抜メンバーがYouTubeでのLIVE配信にて発表（発表時はタイトル未定）され、念願だったシングル表題曲での初のセンター就任（坂田心咲とのダブルセンター）が発表される[31][32][33][34][3]。
- 4月1日、Ikenobo 花の甲子園 2024 - 今咲かせよう、君の花。（2024年11月17日）、大会アンバサダーに兄弟漫才コンビミキと共に就任したことが発表される（3年目）[35][36][注 3]。
- 5月28日、「うたコン」において、坂田心咲とともにダブルセンターをつとめた5月22日発売のNMB48の29thシングル『これが愛なのか?』をテレビ初披露[37]。
- 7月14日、「NHKのど自慢」にNMB48として初出演。『これが愛なのか?』を披露[38]。

2025年
- 2月24日、大阪マラソン2025でフルマラソンに初挑戦し4時間24分59秒のタイムで完走[39]。
- 4月9日に発売のNMB48の31stシングル「チューストライク」で自身初となるシングル表題曲の単独センターを務める[40]。
- 4月15日、「うたコン」において、単独センターをつとめたNMB48の31thシングル『チューストライク』をテレビ初披露[41]。

## 人物
グループ内では「体力オバケ」と称されるほど持久力があり、中学校時代の持久走では学年トップであった。1日2〜3公演は可能と公言している。得意なスポーツは、バレーボール、ドッジボール、バスケットボールなどの球技。
目標は、NMB48のセンター（シングル）、キラキラ輝くアイドル。NMB48劇場公演を見た際に、メンバーがキラキラ輝いて見えたことから自分もこうなりたいと思ったことから由来している。
NMB48加入当初は年少組で妹的な立ち位置だったが、8期生・9期生が加入するにあたり、同年代のメンバーも増えた。2023年「NMB48 LIVE2023～轟けミックス～」にて、同学年である8期生の坂田心咲と共に「だってだってだって」のダブルセンターを務めた際、「これからは私たちが、このグループの先頭に立って引っ張っていけるような存在になります」と、自身の目標であるシングル曲でのセンターを見据えた発言をしている。
趣味は生け花で、池坊が主催する「花の甲子園」の大会アンバサダーを務めている。職位は、2022年には初伝。現在は中伝に向けて勉強中である。他には、体を動かすこと、ショッピング、動画を見ること。
好きな食べ物はチョコレートとグラタンといちご。

## NMB48での参加楽曲

### シングル選抜楽曲
- 僕だって泣いちゃうよ
  - 夢は逃げない - 「研究生」名義
- 床の間正座娘
  - アップデート - 「Team BII」名義
  - 2番目のドア
- 母校へ帰れ!
  - ジュゴンはジュゴン - 「Team BII」名義
- 初恋至上主義
  - 無限大ノック - 「Team BII」名義
- 「だってだってだって」に収録
  - Be happy - 「Team BII」名義
- 恋なんかNo thank you!
  - アイラブ豚まん
  - 青春念仏 - 「Team BII」名義
  - 告白の空砲 - 「難波鉄砲隊其之九」名義
- シダレヤナギ
  - 落とし穴
  - 青いレモンの季節（センター）
  - 選ばれし者たち - 「きゅんmart」名義
- 恋と愛のその間には
  - 夢中人
- 好きだ虫
  - なぜ、僕は立ち上がるのか? - 「Team M」名義
- 渚サイコー!
  - 恋のヘタレ - 「Team BII」名義（センター）
- これが愛なのか?（Wセンター）
  - Now
  - ヘドバンタイム - 「Team BII」名義
- がんばらぬわい
  - 愛が終わってもSelfish - 「白組」名義
- チューストライク
  - もっと永遠に - 「Team BII」名義

### アルバム選抜楽曲
- 『NMB13』に収録
  - Done
  - 青春のラップタイム 2023
  - 今さら道頓堀（センター）
  - 想像のピストル

## 出演

### バラエティ番組
- ミキBASE〜いいね！で応援〜（2021年 - 、MBSテレビ） - アシスタント[44]
- ワイドナショー（2021年8月22日・10月17日・2024年3月17日 - フジテレビ）、ワイドナティーン
- 万博1か月前!生放送スペシャル (2025年3月13日、NHK大阪)
- 生中継！開幕前夜 ココが知りたい！大阪・関西万博（2025年4月12日）

### テレビCM
- 上新電機（2023年）[45]

### テレビドラマ
- 第1話 シーズン2 #12 マイナー部活青春ドラマ「連鎖がるっ!」（つながる）（2020年10月4日、朝日放送テレビ） - 連野鎖希 役[46]

### 舞台
- 舞台「山犬」（2019年3月8日、ABCホール）- 日替わり同級生 役[11]
- 吉本新喜劇×NMB48 ミュージカル「ぐれいてすと な 笑まん」（2022年5月14日 - 22日、COOL JAPAN PARK OSAKA WWホール / 5月26日 - 29日、明治座）

### ラジオ
- スマイルコネクトNMB☆supported by Joshin（2023年6月24日・7月1日、FM大阪）[47][48]
- おやすみNMB48（2023年8月6日 - 、FM岡山） - レギュラーパーソナリティ[49]
- Mタウン（2024年11月18日 - 、MBSラジオ） - 週替わりパーソナリティ[50]

### イベント
- 大阪府住吉警察署「一日署長」（2022年9月7日）[22]
- Ikenobo 花の甲子園 2022（2022年11月13日）、大会アンバサダー[20][21]
- NMB48特別防犯支援官 再委嘱式（2022年12月13日・実施会場：大阪府警察本部）に特別防犯支援官として出席[23]
- ツーリズムEXPOジャパン2023大阪・関西（2023年10月26日・10月27日・10月28日・10月29日）、広報アンバサダー[26]
- Ikenobo 花の甲子園 2023（2023年11月12日）、大会アンバサダー[24]
- 大阪府港警察署「一日署長」（2023年11月30日）[27][51]
- KANSAI COLLECTION（京セラドーム大阪）
  - 2023 AUTUMN＆WINTER（2023年8月6日）[25]
- Ikenobo 花の甲子園 2024（2024年11月17日）、大会アンバサダー[35][36]

### イメージキャラクター
- 上新電機「ジョーシンCMキャラクター」（2023年4月7日 - ）[52]
- 大阪府警察「特別防犯支援官」（2021年3月9日 - ）[15][16][23][注 5]